# Shuvalan FK
El Shuvalan FK (en azerí: Şüvəlan Futbol Klubu) fue un equipo de fútbol de Azerbaiyán situado en Şüvəlan, Bakú. Son miembros de la Liga Premier de Azerbaiyán y rivales de FK Baku.

## Historia
Olimpik-Shuvalan fue fundado en 1996 como un equipo de futsal con el nombre de AMMK y participando en la liga regional de futsal. Pero, el mismo año el nombre fue cambiado a Olimpik Baku y transformado en un equipo de fútbol.
En 2009, el club cambió de Olimpik Baku a Olimpik-Shuvalan PFC Baku. El 12 de mayo de 2017 el club pasa a llamarse Shuvalan FK.

### Historia en copa y liga
| Temporada | División | Posición | PJ | G  | E | P  | GF | GE | Puntos | Copa Doméstica   |
| --------- | -------- | -------- | -- | -- | - | -- | -- | -- | ------ | ---------------- |
| 2005-06   | 1°       | 12       | 26 | 5  | 8 | 13 | 15 | 27 | 23     | Octavos de final |
| 2006-07   | 1°       | 6        | 24 | 11 | 8 | 5  | 28 | 17 | 41     | Octavos de final |
| 2007-08   | 1°       | 2        | 26 | 17 | 7 | 2  | 29 | 7  | 58     | Cuartos de final |
| 2008-09   | 1°       | 6        | 26 | 12 | 8 | 6  | 32 | 18 | 44     | Cuartos de final |

### Historia en Europa
| Temporada | Competición        | Ronda                        | Rival              | Local | Visitante | Global |
| --------- | ------------------ | ---------------------------- | ------------------ | ----- | --------- | ------ |
| 2008-09   | Copa UEFA          | Primera Ronda Clasificatoria | Vojvodina Novi Sad | 1-1   | 0-1       | 1-2    |
| 2011–12   | UEFA Europa League | Primera Ronda Clasificatoria | Minsk              | 1–1   | 1–2       | 2–3    |

## Jugadores

### Exjugadores importantes
Azerbaiyán
- Vidadi Rzayev
- Daniel Akhtyamov
- Fabio Luis Ramim
- Leandro Gomes
- Tarlan Ahmadov
- Mahir Shukurov
- Ilgar Gurbanov

Bosnia y Herzegovina
- Bosko Peraica

Croacia
- Tomislav Višević

Georgia
- Mikheil Khutsishvili

Lituania
- Andrius Velička

Nigeria
- Gani Anifomose

### Exentrenadores importantes
- Stepan Cordas (2005)
- Petar Kurcubic (2005-06)
- Asgar Abdullayev (2006-2009)
- Nazim Suleymanov (2009-presente)